# بوبي جو يونغ
بوبي جو يونغ (بالإنجليزية: Bobby Joe Young)‏ (4 مارس 1959 - ) هو ملاكم أمريكي.

## وصلات خارجية
- بوبي جو يونغ على موقع بوكس ريك (الإنجليزية) (registration required)